# Stor-Klingertjärnen
Stor-Klingertjärnen är en sjö i Krokoms kommun i Jämtland och ingår i Indalsälvens huvudavrinningsområde. Stor-Klingertjärnen ligger i Oldflån-Ansätten Natura 2000-område.